# Pers (Cantal)
Pers é uma ex-comuna francesa na região administrativa de Auvérnia-Ródano-Alpes, no departamento de Cantal. Estendeu-se por uma área de 16,08 km². Em 2010 a comuna tinha 302 habitantes (densidade: 18,8 hab./km²).
Em 1 de janeiro de 2016 foi fundida com a comuna de Le Rouget para a criação da nova comuna de Le Rouget-Pers.